# Keltischer Kopfkult

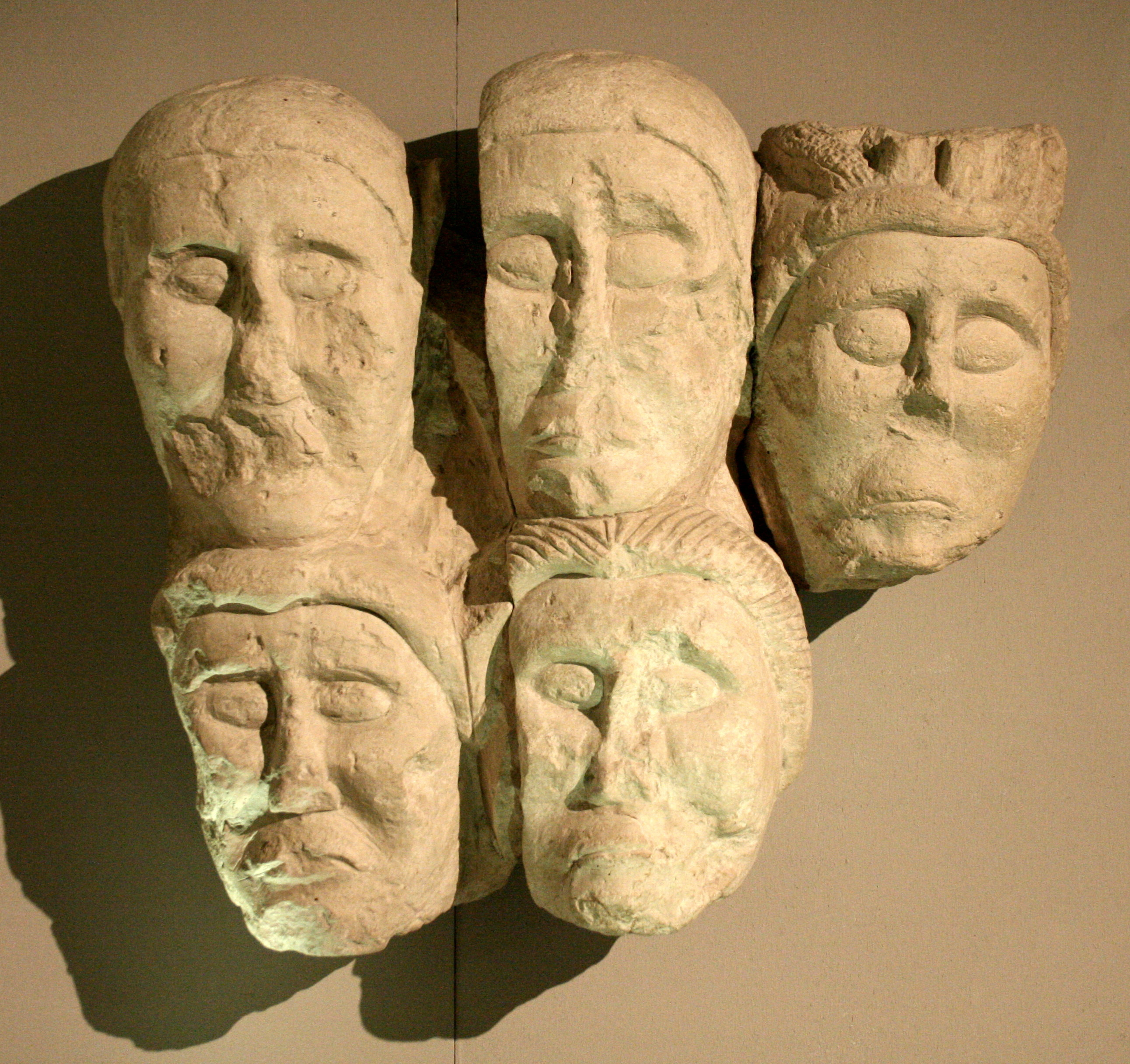
Fünf têtes coupées von Entremont

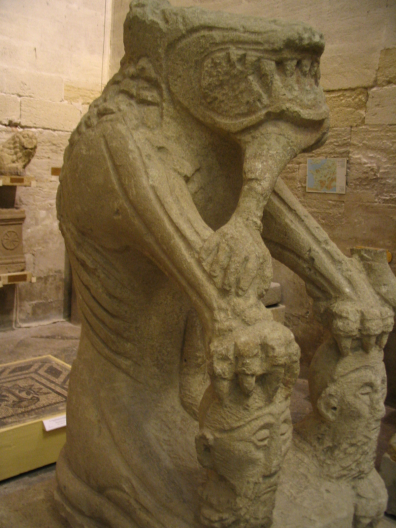
Ein Ungeheuer mit zwei têtes coupées

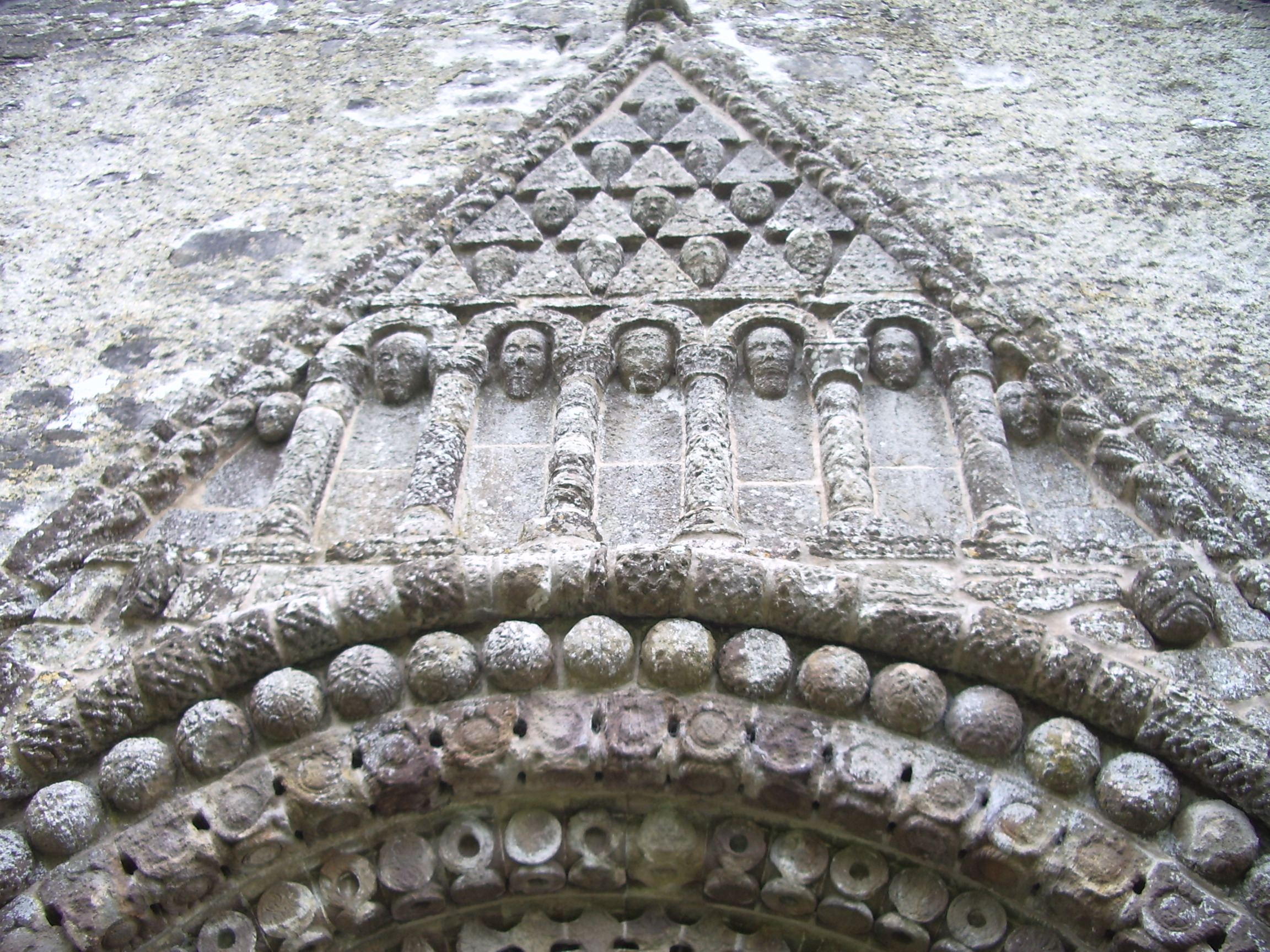
Detail der Pforte von Clonfert

Keltischer Kopfkult, auch Schädelmystik oder Schädelfaszination, nennen die Keltologen den Kult der Kelten um die têtes coupées (französisch: „Abgeschnittene Köpfe“) bzw. severed heads (englisch), wie diese Artefakte von den Archäologen bezeichnet werden. Es handelt sich um ein Kopfjagd-Ritual, das auf mystischen Vorstellungen beruht.

## Der Kopfkult

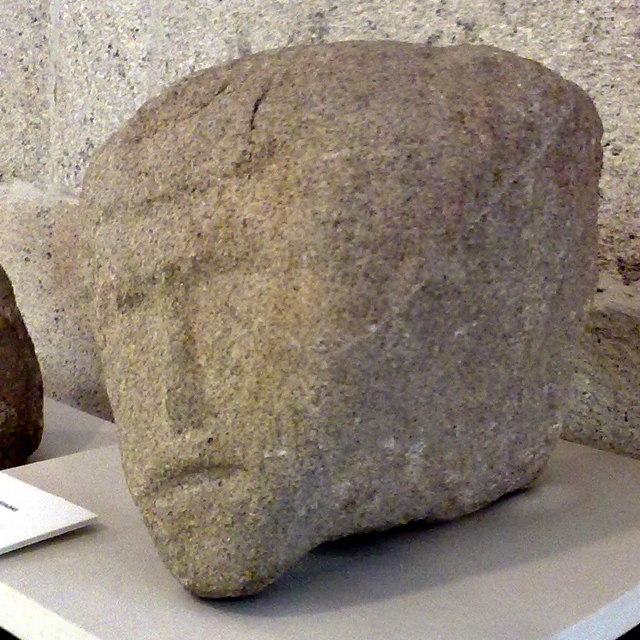
Galicisch-Portugiesische „cabeça cortada“, die sich unter Umständen auf den keltischen Kopfkult beziehen lässt.

Die „Schädelfaszination“ der Kelten basiert auf der Überzeugung, mit dem abgetrennten Kopf eines Feindes zum einen seine Kraft und sein Wissen zu besitzen, zum anderen den Geist des Toten in der Anderen Welt unschädlich zu machen. Der Kopf steht offenbar als pars pro toto für die gesamte materielle und spirituelle Persönlichkeit.
Der griechische Geschichtsschreiber Diodor berichtet im 1. Jahrhundert v. Chr.:
„Die Köpfe ihrer vornehmsten Feinde balsamieren sie ein und verwahren sie sorgfältig in einer Kiste, und wenn sie diese dann den Fremden zeigen, so rühmen sie sich, wie einer ihrer Vorfahren oder ihr Vater oder auch sie selbst diesen Kopf um vieles Geld nicht hergegeben hätten.“
In vielen keltischen Gräbern wurden Kopf und Körper getrennt beigesetzt. Bei Mont-Troté (Manre im Département Ardennes) sind von rund 90 Skeletten 30 ohne Kopf; in den Lankhills bei Winchester wurde der Kopf post mortem abgetrennt und bei den Füßen begraben. Ob es sich dabei um kopfjägerische Motive oder rituelle Zerstückelung handelte, eventuell um den Toten zu „bannen“, bleibt unbeantwortet.
Schädelfragmente wurden bei Ausgrabungen häufig inmitten von Hausüberresten gefunden. Geglättet und durchbohrt wurden sie offenbar als Amulette getragen. Als Opfergaben für den ganzen Stamm sind an kultischen Orten manchmal Stelen mit echten oder aus Stein gehauenen têtes coupées aufgestellt, wie in Roquepertuse oder Entremont. Neuere archäologische Forschungen haben ergeben, dass die Schädel auf der Innenseite der Pfeiler angebracht waren, also in den Kultraum „hineinsahen“, deshalb wohl keine Schutzfunktion hatten, sondern ein Teil der „Schädelmystik“ als Apotropäische Handlung waren. Ob es sich dabei um die Köpfe von Feinden, von charismatischen Persönlichkeiten oder von Menschenopfern handelte, kann nicht festgestellt werden. Für die späteisenzeitlichen Schädel aus der Themse wird eine Deutung als absichtliche Deponierungen erwogen.
Im christianisierten Irland sind Kirchen- und Klosterportale mit aus Stein gehauenen têtes coupées zu finden, ein Beispiel ist die romanische Kathedrale von Clonfert (irisch: Cluain Fearta, dt. „Kleinfort“) im Osten des County Galway.

## Die Kopfjagd

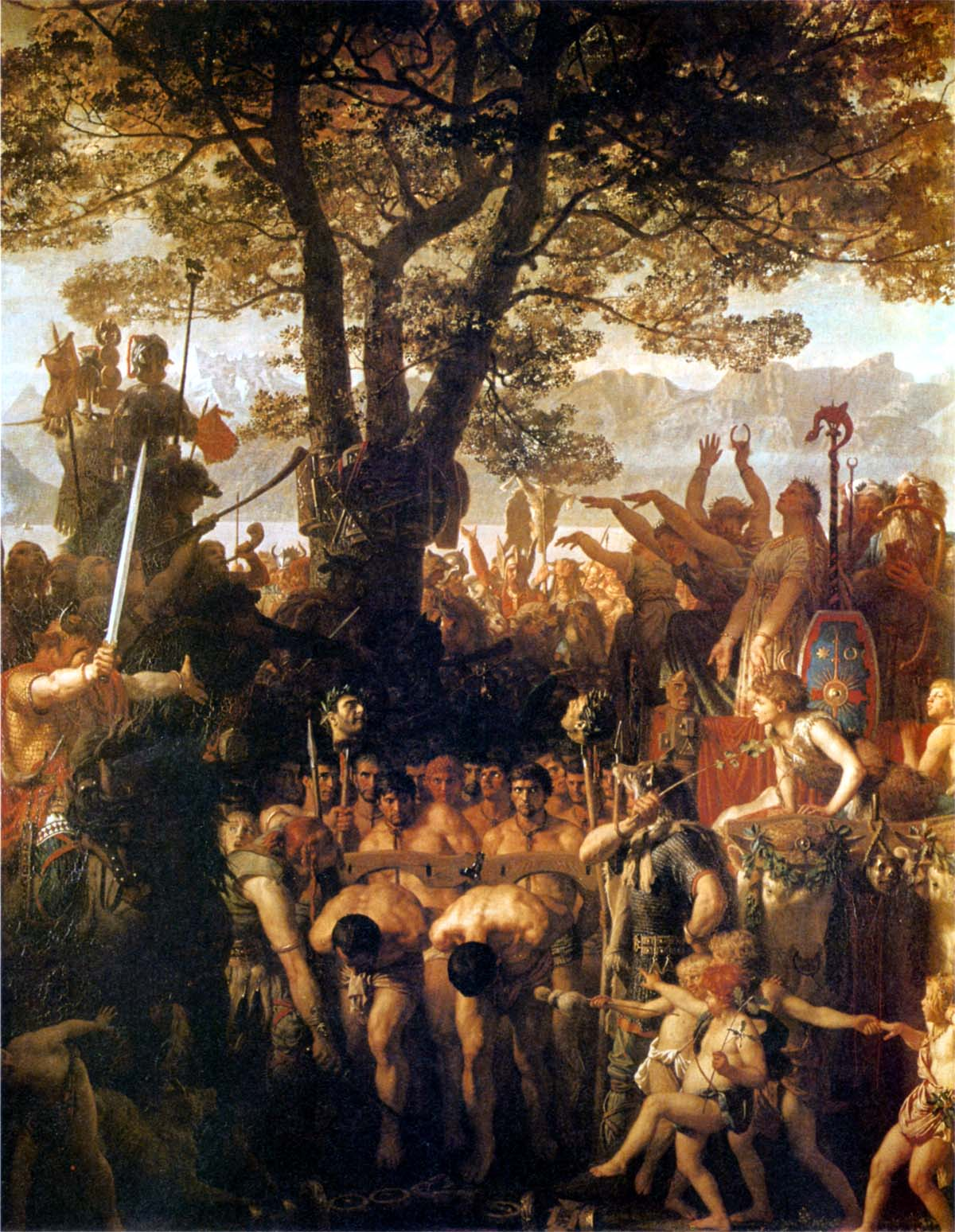
„Die Helvetier zwingen die Römer unter dem Joch hindurch“ historistisches Phantasie-Gemälde von Marc Charles Gabriel Gleyre (1806–1874)

Diodor schildert die Kopfjagd der Kelten: „Den gefallenen Feinden schlagen sie die Köpfe ab und hängen sie am Hals ihrer Pferde auf; die blutigen Waffen aber geben sie ihren Dienern und lassen sie als Beute unter Kriegsgeschrei und Triumphgesängen einhertragen.“
Ein römischer Bericht über die Schlacht bei Clusium (295 v. Chr.) schildert die Kopfjagd der keltischen Senonen – es war dies der letzte große gallische Sieg in Italien: „Die Consuln wurden des Unheils erst gewahr, als gallische Reiter in Sicht kamen, die an den Hälsen ihrer Pferde oder auf ihren Lanzen aufgespießte Köpfe mit sich führten und ihre üblichen Triumphgesänge sangen.“
Der Kopf des bei Modena 216 v. Chr. von den keltischen Hilfstruppen Hannibals, den Boiern, erschlagenen römischen Feldherren Lucius Postumius wurde skelettiert und mit einer Goldeinfassung versehen im Stammesheiligtum zu Tranklibationen verwendet.
Auch zur Zeit des Gallischen Krieges von Gaius Iulius Caesar ist die Kopfjagd noch überliefert. Auf einer Münze des Aeduerfürsten Dumnorix ist ein Krieger mit einem tête coupée in der Hand abgebildet.

## Mythologie
In den keltischen Heldenmythen ist die Kopfjagd ein Topos aller Sagen. Die Helden übertrumpfen einander mit ihren Erzählungen über die Zahl der erbeuteten Köpfe, besonders beim Streit um den Heldenbissen. In der Sage Scéla mucce Meic Dathó („Die Geschichte vom Schwein des Mac Dathó“) streitet der Connacht-Krieger Cet mac Mágach mit Conall Cernach um den Heldenbissen. Der schwächere Cet gibt schließlich nach, behauptet aber, dass Conall sicher den Helden Anlúan fürchten würde, wenn dieser anwesend wäre.

„‚Aber er ist ja da!‘ rief Conall, nahm Anlúans Kopf aus seinem Sack und warf ihn so heftig gegen Cets Brust, dass ein Mundvoll Blut über seine Lippen spritzte.“

Nach Conalls Tod wird sein riesiger Schädel als Reliquie aufbewahrt, aber nach Munster verschleppt. Eine Prophezeiung besagt jedoch, er werde wieder nach Ulster zurückgebracht werden und die Ulter würden dann die ihnen zur Strafe gegebene „Schwäche vor dem Kampfe“ verlieren, wenn sie aus dem mit Milch gefüllten Schädel tränken.
Auch bei den gessi (Tabus) spielt der erbeutete Feindesschädel eine große Rolle; so musste zum Beispiel Fothad Canainne beim Biertrinken immer die Köpfe dreier erschlagener Gegner dabei haben.
In der Erzählung Macgnímrada Con Culainn („Cú Chulainns Knabentaten“) wird die Ankunft des berühmtesten Ulster-Kriegers Cú Chulainn in Emain Macha so geschildert: „[...] und schrecklich kommt er daher. Er hat die blutigen Köpfe seiner Feinde im Wagen.“
Manchmal werden die têtes coupées auch am Kampfort zurückgelassen, wie ein Reisender über Cu Chulainns Sieg an der Furt berichtet: „Er sah in der Mitte der Furt nur den gegabelten Pfahl mit vier Köpfen daran, deren Blut [...] in den strömenden Fluss tropfte, und die Hufspuren zweier Pferde und die Spur eines einzelnen Wagenlenkers und eines einzelnen Kriegers, die aus der Furt nach Osten führten.“
Nur nach dem Sieg gegen seinen ehemaligen Waffenbruder Fer Diad verzichtet er aus Trauer auf die Trophäe.
Eine spezielle Art der Trophäenpflege wird in den Erzählungen Cath Étair („Die Schlacht von Étar“) und Aided Chonchobuir („Der Tod Conchobar mac Nessas“) dargestellt. Das Gehirn Mes Gegras wird von Conall Cernach dem Kopf des enthaupteten Gegners entnommen, mit Kalk vermischt, zu einem Ball geformt und so aufbewahrt:
„So nimm das Gehirn heraus. Zerschneide es mit dem Schwert, dann mische Kalk darunter und forme einen Ball daraus.“
Als im Zweiten Zweig des Mabinogi der walisische König Bran der Gesegnete in Irland getötet und enthauptet wird, nehmen seine Getreuen den Kopf mit zurück nach Wales. Er lebt weiter, gibt ihnen Ratschläge, wie sie die Gefahren meistern können und wird schließlich im „Weißen Berg“ (Gwynvryn), wahrscheinlich dem ältesten Teil des Londoner Towers, beigesetzt – mit dem Blick nach Frankreich, damit kein Unheil aus dem Osten kommen könne.